# Poa iridifolia
Poa iridifolia là một loài cỏ trong họ hòa thảo, thuộc chi poa.